# Pfalz (Strasbourg)
La Pfalz est un édifice disparu ayant servi de siège à l’administration de la République de Strasbourg de sa construction en 1321 à sa destruction en 1780. Elle est ainsi le premier bâtiment du cœur administratif de la ville établi autour de ce qui deviendra la place Gutenberg, qui se voit complété plus tard par la Monnaie au nord, la Chancellerie à l’ouest et le Neubau au sud-ouest, tandis que le trésor est mis à l’abri dans la Tour aux Pfennigs, à une centaine de mètres de là.

## Emplacement
Aucun élément de la Pfalz n’est plus visible en surface et les fondations ont été également détruites par la construction du parking souterrain de la place Gutenberg[réf. souhaitée]. Par rapport à la topographie du XXIe siècle, elle se trouvait dans la moitié nord de la place Gutenberg, au débouché de la rue des Hallebardes.
À l’origine, la Pfalz est construite le long du côté nord du cimetière Saint-Martin, dépendant de l’église Saint-Martin, qui occupe elle-même le long du côté ouest. Le bâtiment municipal borde également la chapelle du cimetière, installée dans son angle nord-est, voire est construit directement contre elle. Le bâtiment se trouve au centre de la ville et au point de rencontre de deux importantes voies de communication : la rue des Grandes-Arcades mène vers le nord-ouest à la Pfennigturm, qui abrite le trésor de la ville, en longeant la Münze, l’hôtel de la monnaie ; de l’autre côté, la rue du Vieux-Marché-aux-Poissons se dirige vers la porte des Bouchers en passant devant la Grande Boucherie.

## Sources
Il n’existe aucune image de la Pfalz antérieure au XVIe siècle. La représentation la plus ancienne se trouve en effet sur le Plan de la ville de Strasbourg dessiné en 1548 par Conrad Morant. Il faut ensuite attendre près d’un siècle et demi pour la retrouver sur une gravure de Schmuck réalisé en 1682. Les représentations se font ensuite plus nombreuses au XVIIIe siècle, avec le plan-relief en 1725, une gravure de Weiss en 1744 et enfin un dessin anonyme exécutée vers 1780, juste avant sa démolition. L’édifice ayant inspiré les artistes du XIXe siècle, la majeure partie du corpus iconographique est donc postérieure à sa disparition : les œuvres de Frédéric Piton, Édouard Eissen, Adolphe Seyboth, etc. sont ainsi essentiellement basées sur les représentations antérieures, avec plus ou moins de détails inventés.
La maquette conservée au musée historique a été réalisée en 1895, plus d’un siècle après la destruction de l’édifice. Elle est basée en partie sur le plan-relief et en partie sur les dessins de Seyboth et Eissen et est donc à ce titre une source assez peu fiable,.

## Historique
Après l’émancipation de la ville de Strasbourg de la tutelle épiscopale à la suite de la bataille de Hausbergen en 1262, la nouvelle administration municipale occupe d’abord le Fronhof, l’ancien palais épiscopal. D’après le chroniqueur de Koenigshoffen, qui écrit plusieurs décennies après les faits, la construction d’un nouveau bâtiment s’expliquerait par la querelle entre deux familles patriciennes, les Zorn et les Mullenheim, qui se disputaient le pouvoir. Les premiers s’étant plaint que le territoire des Mullenheim était plus proche du Fronhof que le leur, ce qui les avantageait lors des rixes, il aurait été décidé de construire un nouvel hôtel de ville à égale distance entre les deux. En réalité, cette construction découle plus probablement d’un manque de place dans un Fronhof devenu trop étroit pour abriter des services municipaux de plus en plus nombreux.
Le nouveau bâtiment est construit en 1321 en bordure du cimetière Saint-Martin. Dès la construction, ou peu après, le Magistrat s’approprie la chapelle du cimetière, qui appartient pourtant à l’évêché, et y fait plus tard construire un étage pour accueillir la salle de séance du Petit Sénat. De nombreuses modifications et remaniements semblent avoir lieu par la suite, mais la pauvreté des sources ne permet pas d’en établir ni la chronologie, ni la teneur exacte. La salle du Petit Sénat à probablement fait l’objet d’importants travaux après 1548, ayant été ravagée à cette date par un incendie. Un projet de démolition des tourelles d’angle, jugées « trop cléricales », est par ailleurs lancé en 1556, mais n’aboutit pas. Les travaux de la fin du XVIe siècle sont mieux documentés : entre 1588 et 1590 une partie du bâtiment, qui faisait saillie devant le nouvel immeuble du Neubau et en masquait la vue, est démolie, puis la façade arrière reconstruite de manière à être symétrique avec la façade avant.
Au cours du XVIIIe siècle, l’administration municipale cherche à élargir et à rendre plus rectiligne le tracé des rues. Dans les années 1760, l’architecte Jacques-François Blondel se voit ainsi confier le réaménagement de la place, qu’il souhaite plus grande et rectangulaire. Le principal obstacle à ce projet est la Pfalz, mais Blondel n’a guère de difficultés à convaincre le Magistrat de la nécessité de remplacer l’ancien hôtel de ville par une nouvelle construction, la disposition intérieure étant considérée comme peu pratique et le style gothique méprisé à cette époque. Blondel livre les plans d’un nouveau bâtiment en 1766, mais le projet se bloque alors, la municipalité ayant des difficultés à déménager ses services. Le déplacement du très grand volume d’archives se trouvant à la Pfalz pose notamment problème, la Ville ne trouvant pas de lieu de stockage adapté. La démolition est ainsi repoussée pendant près de quinze ans, mais la Pfalz finit toutefois par être rasée à la fin de l’année 1780.

## Fonctions

### Fonction politique
La fonction première de la Pfalz est de servir de siège au pouvoir politique de la ville impériale libre de Strasbourg : à l’exception des corporations, qui disposent chacune de leur poêle, c’est là que siègent les institutions constitutives du Magistrat. Le corps principal abrite ainsi à l’étage la chambre des XIII, qui s’occupe des affaires militaires et de la politique étrangère, celle des XV, chargés des finances, des travaux publics et des corporations, et celles des XXI, ou Grand Conseil.

### Fonction judiciaire
Outre les salles des assemblées délibérantes, la Pfalz abrite également dans le petit bâtiment le tribunal du Petit Sénat, chargé de juger les litiges civils pouvant donner lieu à mille livres d’indemnité au maximum. Par ailleurs, les sentences capitales décidées par le Grand Sénat, qui juge les affaires criminelles, sont proclamées du haut de l’escalier des Zorn, bien que les exécutions n’aient pas lieu sur place.
D’autres châtiments corporels on toutefois lieu devant la Pfalz. Parmi les sentences plus légères figure l’exposition publique, qui se fait au moyen des Halsîse, ou « colliers de fer », ancrés dans la façade au pied de l’escalier des Zorn ou sur la Lasterstein, « pierre d’infamie », qui se trouve d’abord devant la Monnaie avant d’être déplacée en 1738 à côté des Halsîse. Les peines de flagellation publique sont également exécutées au pied de l’escalier.

### Fonction commerciale
La Pflaz n’est pas entièrement destinée à l’administration : les arcatures du rez-de-chaussée et tous l’espace disponible le long des murs et sous les escaliers sont loués à des commerçants. La plupart des métiers sont représentées, des imprimeurs aux boulangers, en passant par les marchands de draps. Cela donne lieu à de fréquents litiges avec l’administration, les locataires ayant tendance à ne pas le loyer ou à déborder de l’espace qui leur est alloué. Les activités commerciales se poursuivent sans interruption jusqu’en 1779, date à laquelle les contrats de location sont dénoncés en prévision de la démolition du bâtiment.

## Architecture

### Dispositions générales
Au moment de sa démolition, la Pfalz est composé d’un corps principal rectangulaire orienté nord-est-sud-ouest. Un bâtiment secondaire est accolé à son flanc sud ; celui-ci est un peu plus court et sa toiture moins haute que celle du corps principal. Les dimensions exactes demeurent incertaines : Frédéric Piton indique 26 m de long par 16 m de large et 26 m de haut pour le grand bâtiment et 22 m de long par 8 m pour le petit bâtiment, mais n’indique pas comment il est parvenu à ce résultat alors qu’il n’a jamais pu voir le bâtiment, détruit avant sa naissance. En partant du principe que l’ensemble du plan-relief est au 1/600e le petit bâtiment ferait 23,50 m de long, mais ce postulat est incertain : il est en effet avéré que son auteur a utilisé une échelle différente sur les bâtiments importants, comme la cathédrale, pour les mettre en exergue. La comparaison avec le plan de Conrad Morant semble indiquer que la Pfalz a été traitée de manière similaire et son échelle pourrait se rapprocher plutôt de 1/500e,.
Les dessins d’Eissen et la maquette du musée historique montrent un bâtiment construit majoritairement en pierre de taille, mais il s’agit probablement d’une interprétation erronée. La Pfalz apparaît en effet clairement sur le plan-relief recouverte d’un enduit blanc, or il n’est pas d’usage d’appliquer de l’enduit sur ce type de surface. En outre, à l’exception de la cathédrale, les constructions en pierre de taille sont rares à Strasbourg au Moyen Âge en raison du coût important que représente le transport du matériau depuis la région de Saverne. Il est donc plus probable que le bâtiment ait été érigé de la même manière que la plupart des autres constructions de la ville, avec des façades en brique recouvertes d’enduit, seuls les encadrements de fenêtres et parties sculptées étant en grès.

### Grand bâtiment
En élévation, le corps principal est composé d’un rez-de-chaussée et d’un étage, surmonté de trois niveaux de combles. Les façades occidentale et orientale se terminent par un pignon à redents occupant toute la largeur de la façade, tandis qu’au nord il n’en prend qu’environ les trois-quarts. Les angles sont occupés par des tourelles d’escalier assurant la desserte des étages supérieurs, dont les petites fenêtres sont cintrées, tandis que celles du premier étage, rectangulaires et à meneaux, se distinguent par leurs grands gâbles à fronton trilobé.
L’accès au premier étage se fait par deux grand escaliers extérieurs couverts implantés sur les façades nord et sud. L’escalier nord prend son départ à l’angle nord-ouest et rejoint en une pente simple la porte percée au milieu de la façade. Il s’achève et se prolonge devant celle-ci par un auvent large de deux travées ouvrant sur l’extérieur par une arcature composée d’arcs brisés à trilobes inscrits. L’escalier est doté d’une balustrade ajourée à motifs de triangles et le mur décoré au moins à partir de 1501 par une peinture de saint Christophe. La base de l’escalier est percée d’une rangée d’arcades abritant des commerces, jusqu’à ce qu’elles soient murées en 1727. Brodant sur le conflit entre les Zorn et les Mullenheim rapporté par le chroniqueur de Koenigshoffen, Specklin prétend que la présence de ces deux escaliers opposés s’explique par le fait que chaque famille disposait du sien, afin de ne pas se croiser.

### Petit bâtiment
Alors que le grand bâtiment semble être resté inchangé dans ses dispositions générales depuis sa construction, le petit bâtiment a subi des transformations importantes depuis sa construction, dont la date n’est pas non plus assurée. Alors que les auteurs du XIXe siècle considèrent qu’il s’agit d’une construction postérieure, la recherche moderne a montré qu’il s’agit plutôt d’une survivance de la chapelle du cimetière Saint-Martin. Celle-ci est antérieure à la Pfalz, qui y a été accolée lors de sa construction et l’a incorporée dès l’origine ou peu de temps après. Des documents de la fin du XIVe siècle évoquent en effet les réclamations de l’évêché concernant l’appropriation de la chapelle, tandis que la gravure de Weiss montre clairement des fenêtres à plusieurs lancettes caractéristiques d’un édifice religieux,.

## Mobilier

### LaFreiheitstafelde la chambre des XIII
La salle du conseil des XIII était orné d’une peinture conçue par Sébastien Brant vers 1510, la Freiheitstafel, ou « Tableau de la Liberté ». Cette œuvre est uniquement connue par un manuscrit rédigé par Brant lui-même à l’attention du peintre et lui décrivant les scènes à peindre. L’identité du peintre n’est pas connue avec certitude, mais il pourrait s’agit de Hans Baldung Grien, qui arrive justement à Strasbourg en 1509 et connaît au moins indirectement Sébastien Brant. Il n’est pas impossible que Hans Baldung ait même joué un rôle dans la conception du programme rédigé par Brant.
Étant donné la densité du programme, l’œuvre était probablement de grande taille, au minimum cinq mètres de large et plus de deux mètres de haut, et donc sans doute une fresque plutôt qu’un tableau en tant que tel. D’après le programme décrit par Brant, la fresque comporte cinquante-deux scènes, chacune accompagnée d’un texte en vers. Une de ces scènes, la louve avec Romulus et Remus, se trouve au centre dans un médaillon et une autre, deux paysans, en-dessous, ce qui permet d’imaginer que les cinquante autres se déployaient symétriquement de chaque côté. Les scènes représentent pour la plupart un putto avec un animal ou un objet, tandis que les textes racontent une histoire du monde moralisée depuis sa création jusqu’aux événements contemporains de l’œuvre. Le choix des moments décrits par les textes est articulé autour du thème de la perte de liberté et de l’importance de défendre sa liberté : dans la première scène l’homme est créé libre par Dieu, mais perd cette liberté à cause du Diable, plus loin Rome perd sa liberté à cause de César et les Grecs deviennent esclaves des Turcs parce qu’ils ne se sont pas défendus, à l’inverse des Vénitiens qui défendent avec succès leurs libertés, etc.
Le choix d’un programme vantant l’importance de la liberté politique dans la salle de réunion des XIII, chargés de la politique extérieure et de la guerre, ne doit rien au hasard et est à remettre dans le contexte de l’époque. Strasbourg est en effet alors la plus libre de toutes les villes libres d’Empire : non seulement elle bénéficie de nombreux droits, mais elle ne prête même pas le serment annuel à l’Empereur. Pour Brant, cette liberté est liée au Saint-Empire romain germanique, qui est alors affaibli par les dissensions et les menaces venues de l’Ouest : après le duc de Bourgogne Charles le Téméraire c’est au tour du roi de France Louis XII de lorgner sur l’Alsace. Hostile à la France, Sébastien Brant craint qu’il en soit fait des libertés strasbourgeoises si les Français s’emparent de l’Alsace, d’où ce rappel aux XIII que les libertés doivent être défendues.

### Les allégories de la salle d’audience

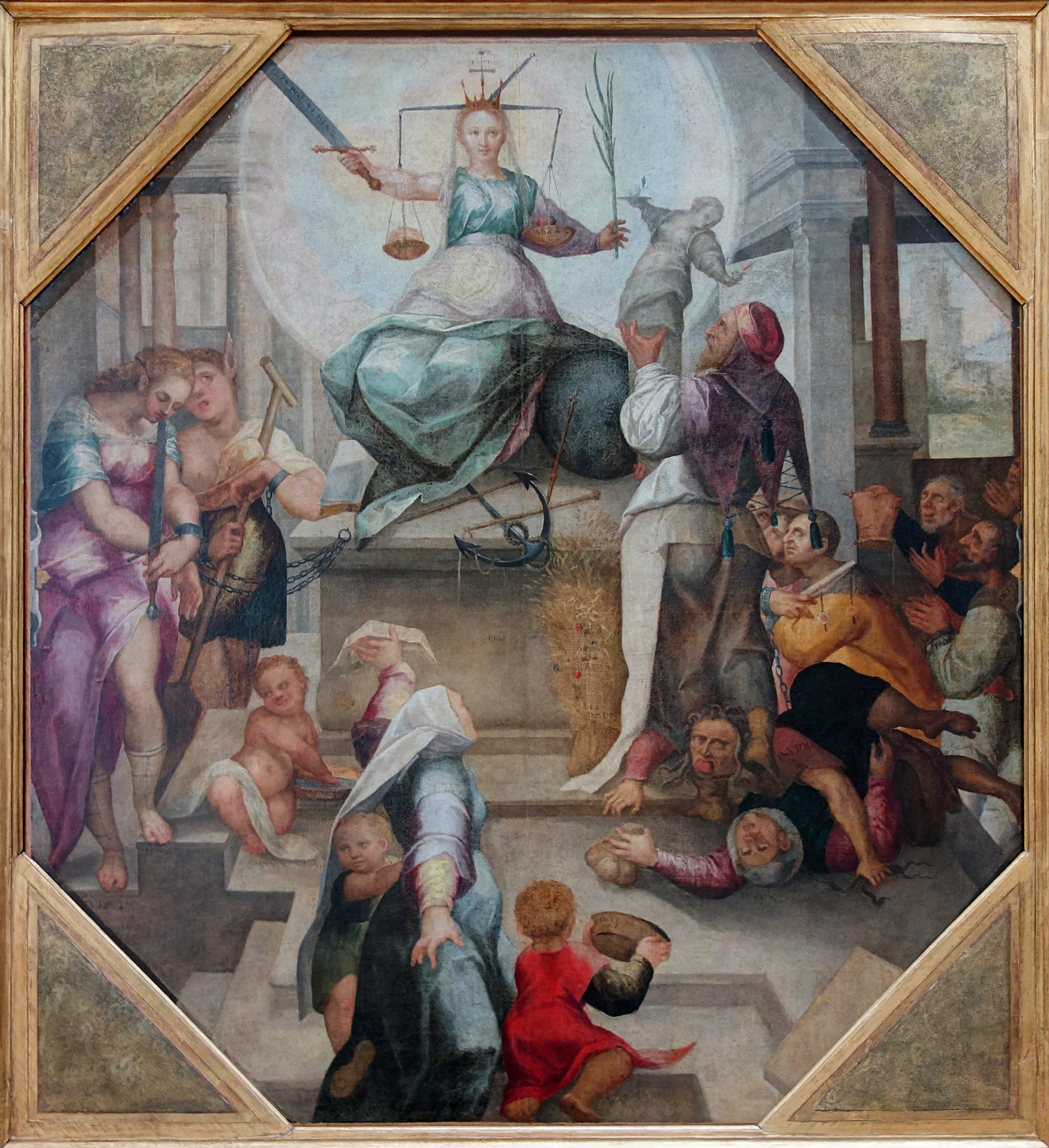
Allégorie de la Justice du musée des Beaux-Arts de Lille, le seul des trois tableaux allégoriques de la salle d’audience ayant été retrouvé.

La grande salle d’audience était ornée de plusieurs tableaux représentant des allégories en lien avec l’idée de bon gouvernement. Ceux-ci étaient au moins au nombre de trois, mais la commande originale aurait pu en comporter jusqu’à cinq. Ils semblent avoir été un cadeau du Magistrat de Berne à son homologue strasbourgeois fait dans les années 1560, peut-être en remerciement d’un important prêt d’argent réalisé cette année-là pour aider les Bernois dans leur guerre contre la Savoie. Ils sont ensuite restés à leur place jusqu’à la destruction du bâtiment. Après être restés un temps en dépôt, ils ont été achetés en 1791 par un collectionneur strasbourgeois, Sigismond Langer, qui les décrit dans un petit fascicule publié en 1794. Au moins l’un de ces tableaux passe par la suite entre les mains du collectionneur Jean Cottini et est donné après sa mort au musée des Beaux-Arts de Lille. Il s’agit du seul tableau de la série à avoir été retrouvé et identifié à la fin du XXe siècle.
Le tableau conservé est l’allégorie de la Justice et il était accompagné au moins de l’allégorie de l’Injustice et de celle de l’Autorité. Ces trois tableaux sont tous organisés de la même manière, avec l’allégorie principale au centre, entourée d’allégorie secondaires et de symboles, par exemple sur l’Allégorie de la Justice se trouve à droite le juge Samuel tenant la statuette de la Vérité et piétinant l’Envie et l’Avarice. Un quatrième tableau, l’allégorie de la Politique, n’est pas décrit comme faisant partie du cadeau bernois, mais est organisé exactement de la même manière et faisait probablement partie des toiles exposées dans la salle d’audience.